# Krogh (cratère)
Le cratère de Krogh est un petit cratère d'impact lunaire qui se trouve dans la partie orientale de la Lune, au sud-est du cratère de l'Auzout. Ce cratère, anciennement désigné Azout B, fut renommé par l'UAI en l'hommage du scientifique danois, August Krogh.

## Description
Le cratère est à peu près de forme circulaire, en forme de cuvette, avec une paroi interne qui est plus large au nord qu'au sud.